# Teklin (Otwock)
Teklin – dawniej samodzielna miejscowość, obecnie część (SIMC 0921409) Otwocka, w województwie mazowieckim, w powiecie otwockim. Leży w północnej części Otwocka, na południe od Mlądza. Jest to obecnie bardzo mała miejscowość, ciągnąca się wzdłuż ul. Grunwaldzkiej.
W latach 1867–1952 kolonia w gminie Wiązowna. W 1921 roku Teklin liczył 49 stałych mieszkańców. 
20 października 1933 utworzono gromadę Mlądz w granicach gminy Wiązowna, składającą się z wsi Mlądz, kolonii Topolin, kolonii Kilińskie, kolonii Teklin, kolonii Prima, kolonii Moje Złotko, kolonii Torczynek, kolonii Ziemin, kolonii Kochowo, kolonii Longinówka i kolonii Sokół.
Podczas II wojny światowej w Generalnym Gubernatorstwie, w dystrykcie warszawskim. W 1943 gromada Mlądz (z Teklinem) liczyła 1009 mieszkańców.
1 lipca 1952, w związku z likwidacją powiatu warszawskiego, Teklin wyłączono z gminy Wiązowna i włączono  do miasta Otwocka, przez co Teklin stał się integralną częścią miasta. Równocześnie Otwock włączono do nowo utworzonego powiatu miejsko-uzdrowiskowego Otwock, który przetrwał do końca 1957 roku, kiedy to został przekształcony w powiat otwocki.